# John Fernandes
John Fernandes (* 7. März 1936 in Udyavara, Südindien; † 3. Juli 2021 in Mangalore, Südindien) war ein katholischer Theologe und Priester der Diözese Mangalore (Südindien). Er wirkte als Gemeindepfarrer und Hochschullehrer sowie im sozialen und interreligiösen Bereich.

## Leben
Nach seiner Schulausbildung studierte John Fernandes Philosophie und Theologie in Mangalore, am Jnana Deep Vidyapeeth in Pune (Indien) und an der Universität Innsbruck. Nach der Priesterweihe 1963 und dreijähriger pastoraler Arbeit in Indien promovierte er 1970 an der Universität Trier mit dem Thema „Initiation Rites of Hinduism and the Liturgy of Christian Initiation“.
In Indien wirkte er ab 1970 als:
- Gründungsdirektor des Biblisch-Katechetisch-Liturgischen Instituts „Mangala Jyothi“ Mangalore
- Gemeindepfarrer in Hosabettu, Katapady und Belman
- Dozent am St. Joseph’s Interdiocesan Seminary, Mangalore in den Lehrfächern Liturgie und Systematische Theologie
- Professor & Head, Chair in Christianity, University of Mangalore (seit 2011 Emeritus)
- Gründungspräsident der „Catholic Priests’ Conference of India“ (CPCI), 1986

Basisarbeit
- Young Christian Workers’ Movement
- Rural Development
- Umweltbewegung
- Social Justice Forum Mangalore
- Dharma Samanvaya – eine interreligiöse Basisbewegung[1]

## Forschungsschwerpunkte
Interreligiöser Dialog, Ökumenische Bewegung, Befreiungstheologie, sozialpolitische Themen und Umwelt-Theologie

## Auszeichnungen
- Herbert-Haag-Preis für ‘Freiheit in der Kirche’, Luzern 2007[2]
- CPCI Award for Excellence, Mumbai 2008